# Laila Morse
Laila Morse, pseudonimo di Maureen Oldman (Dorking, 1º agosto 1945), è un'attrice britannica.

## Biografia
Laila Morse ha esordito di fronte alla macchina da presa nel 1997, a 51 anni, recitando nel film d'esordio come regista e sceneggiatore di suo fratello Gary Oldman, Niente per bocca. Oldman scelse la sorella, nonostante lei non avesse alcuna esperienza di recitazione (fino a quel momento aveva lavorato come cameriera e commessa), perché cercava "qualcosa di grezzo". La sua interpretazione del personaggio di Janet le valse il British Independent Film Award alla miglior performance esordiente nel 1998.
Sempre nel 1997 ha partecipato anche alla sua prima serie TV, apparendo in un episodio di Metropolitan Police.
Nel 2000 è entrata a far parte del cast della soap opera EastEnders. Il suo personaggio, Mo Harris, è apparso in oltre 1200 episodi tra il 2000 e il 2016 e poi tra il 2018 e il 2022, ed in alcuni spin-off, tra cui la webserie EastEnders: E20.

### Pseudonimo
Il suo nome d'arte le fu suggerito da Isabella Rossellini, che all'epoca delle riprese di Niente per bocca era la compagna di Gary Oldman: Laila Morse è l'anagramma di mia sorella (in italiano).

## Filmografia parziale

### Cinema
- Niente per bocca (Nil by mouth), regia di Gary Oldman (1997)
- Ama, onora & obbedisci (Love, Honour and Obey), regia di Dominic Anciano e Ray Burdis (2000)
- Big Fat Gypsy Gangster, regia di Ricky Grover (2011)
- The Ninth Cloud, regia di Jane Spencer (2014)
- Hellboy, regia di Neil Marshall (2019)

### Televisione
- Metropolitan Police (The Bill) - serie TV, episodio 13x82 (1997)
- Great Expectations, regia di Julian Jarrold - film per la TV (1999)
- EastEnders - serie TV, 1237 episodi (2000-2022)
- EastEnders: Pat and Mo, regia di Michael Owen Morris - film per la TV (2004)
- EastEnders: E20 - webserie, episodi 1x1-1x12